# Aoi Mac Ollamain
Aoi Mac Ollamain, aussi appelé Aí, est un dieu de la mythologie irlandaise et poète des Tuatha Dé Danann.

## Mythologie
Durant la grossesse de sa mère, un druide lui prédit que son enfant aurait de grands pouvoirs à cause des grands vents qui ébranlent sa maison. En conséquence, le roi exige que l'enfant soit tué à sa naissance, mais son père, Ollomain, décide de l'épargner,.
Aoi Mac Ollamain devient un dieu mineur de la mythologie celtique irlandaise et poète des Tuatha Dé Danann,. Il est envoyé pour se battre contre les fils de Carman.